# Михальчишина, Елена Феодосьевна
Елена Феодосьевна Михальчишина (23 июля 1927, село Поповцы, теперь Летичевского района Хмельницкой области — ?)  — украинская советская деятельница, новатор сельскохозяйственного производства, звеньевая механизированного звена колхоза имени Куйбышева села Поповцы Летичевского района Хмельницкой области. Герой Социалистического Труда (8.04.1971). Депутат Верховного Совета УССР 5-6-го созыва.

## Биография
Родилась в крестьянской семье. Трудовую деятельность начала в 1944 году колхозницей колхоза имени Куйбышева села Поповцы Летичевского района Каменец-Подольской области.
С 1949 года — звеньевая механизированного звена колхоза имени Куйбышева села Поповцы Летичевского района Хмельницкой области. Звено Михальчишиной отмечалась выращиванием высоких урожаев сахарной свеклы.
Член КПСС.
Потом — на пенсии в селе Поповцы Летичевского района Хмельницкой области.

## Награды
- Герой Социалистического Труда (8.04.1971)
- два ордена Ленина (7.03.1960, 8.04.1971)
- два ордена Трудового Красного Знамени (15.12.1972, 24.12.1976)
- медаль «За доблестный труд в Великой Отечественной войне 1941-1945 годов»
- медали